# Frantzén
Frantzén é um restaurante em Gamla stan, centro de Estocolmo, situado na rua Lilla Nygatan. Em 2010, recebeu duas estrelas do Guia Michelin, tornando-se um dos dois únicos restaurantes da Suécia (sendo o outro o restaurante Mathias Dahlgren) e dos quatro dos países nórdicos a receber essa distinção.
O restaurante abriu em 2008 na mesma morada que o restaurante Mistral, que teve uma estrela Michelin, e que fechou em dezembro de 2007. É dirigido pelo chefe Björn Frantzén, que foi chefe de cozinha no Edsbacka krog (o primeiro restaurante da Suécia com duas estrelas Michelin) antes de decidir abrir o restaurante Frantzén/Lindeberg, juntamente com Daniel Lindeberg. Em 2009, o restaurante foi distinguido com a sua primeira estrela, e em 2010 uma segunda.

## Guia Michelin
O restaurante Frantzén recebeu duas estrelas no Guia Michelin 2014. O restaurante Frantzén recebeu  três estrelas no Guia Michelin 2018.